# Harry Rapf
Harry Rapf (Nova Iorque, 16 de outubro de 1882 — Los Angeles, 6 de fevereiro de 1949) foi um produtor de cinema norte-americano.

## Biografia
Nascido em uma família judia, Rapf começou sua carreira em 1917, e durante uma carreira de 20 anos se tornou um conhecido produtor de filmes da Metro-Goldwyn-Mayer. Ele criou a dupla cômica Dane & Arthur com Karl Dane e George K. Arthur no final dos anos 1920.
Rapf também foi um dos membros fundadores da Academia de Artes e Ciências Cinematográficas. Ele foi sepultado no cemitério Home of Peace em East Los Angeles, Califórnia.
Ele teve dois filhos: o roteirista e professor de estudos cinematográficos Maurice Rapf e o produtor de cinema / televisão e roteirista Matthew Rapf.

## Filmografia selecionada
- To-Day (1917)
- The Accidental Honeymoon (1918)
- The Sins of the Children (1918)
- Wanted for Murder (1918)
- Why Girls Leave Home (1921)
- Your Best Friend (1922)
- Let Freedom Ring (1939)
- The Ice Follies of 1939 (1939)
- Henry Goes Arizona (1939)
- Forty Little Mothers (1940)
- Gallant Bess (1946)
- Scene of the Crime (1949)